# Fluorofor
Fluorofor, fluorochrom, barwnik fluorescencyjny – cząsteczka lub jej część mająca zdolność do fluorescencji. 
Najczęściej jest to grupa funkcyjna zdolna do absorpcji promieniowania elektromagnetycznego o pewnej długości fali, a później do wyemitowania fali o innej długości (ściśle określonej). Ilość energii, jak i długość fali emitowanej zależy od właściwości fluoroforu, ale też od środowiska chemicznego, w jakim się znajduje (na przykład pH lub siły jonowej). Zależności te są podstawą stosowania fluoroforów w biochemii, na przykład testach immunofluorescencyjnych.
Niektóre fluorofory, zwane wówczas znacznikami fluorescencyjnymi, można przyłączać do innej cząsteczki, na przykład białka, w celu jej późniejszej wizualizacji. Istnieje szeroka gama fluoroforów o różnych właściwościach, co umożliwia dobranie ich według celu. Są też białka mające naturalne fluorofory, na przykład białko zielonej fluorescencji i białko czerwonej fluorescencji.
Wielkość fluoroforu może wynosić:
- 20 atomów w przypadku lucyferyny
- 2–10 nm średnicy, 100–100 000 atomów dla kropek kwantowych
- 26 kDa dla białka zielonej fluorescencji.

Można także dobrać fluorofor pod względem długości fali promieniowania pochłanianego i emitowanego. Różne fluorofory pochłaniają i emitują je w całym przedziale światła widzialnego, a także w nadfiolecie.